# 여광 (후한)
여광(呂曠, ? ~ ?)은 중국 후한말 원상(袁尙)을 섬겼다.

## 생애
203년, 동료 여상(呂翔)과 함께 원상을 따라 평원(平原)에서 원담(袁譚)을 포위하였다. 이에 궁지에 몰린 원담은 조조(曺繰)에게 항복하였다. 이에 조조는 원담에게 원군을 보내어 원상의 포위를 뚫었다. 때마침 여광은 여상과 함께 양평(陽平)에서 반기를 들어 조조에게 투항하여 열후(列侯)로 봉해졌다. 그 후 여광의 행적은 알아볼 수가 없다.

## 《삼국지연의》에서의 여광
삼국지연의에서는 여상의 형으로 등장한다. 원담의 설득을 받아 조조에게 투항한 후, 조인(曺仁)의 부장이 되었다. 그 후 공을 세우지 못한 여광과 여상은 조인을 찾아가 신야(新野)에 주둔하고 있는 유비(劉備)를 공격하기 위해 조인에게 군사 5천명을 받아 공격하였으나, 서서(徐庶)의 계책으로 패하였고, 조운(趙雲)에게 당했다.